# Antithetik
Der Begriff der Antithetik ist abgeleitet vom griechischen ἀντίθεσις. Neben der altertümlichen bis klassischen Verwendung gibt es im heutigen Sprachgebrauch divergierende Bedeutungen. Gemeinsam ist ihnen die Beschreibung eines allgemeinen begrifflichen Gegensatzes.

## 1. Philosophie
Antithetik ist allem Anschein nach erst durch Immanuel Kant zu einem spezifisch philosophischen Terminus geworden. Davor findet er sich vereinzelt als Adjektiv in der antiken Rhetorik und Skepsis. Häufiger zitiert wird im 18. Jh. eine Stelle aus den ‹Grundzügen der Pyrrhonischen Philosophie› des Sextus Empiricus, in der von einer δύναμις ἀντιθετικὴ φαινομένων τε καὶ νοουμένων (einem Vermögen der Entgegensetzung von Wahrgenommenem und Gedachtem) die Rede ist.
Das Adjektiv ist antithetisch. Die Gegenbegriffe sind Thetik bzw. thetisch.

## 2. Allgemeiner Ambivalenzbegriff
Unter dem Begriff Antithetik versteht man die häufige Verwendung inhaltlicher Gegensätze in der Lyrik des Barocks.
Ziel dabei war es, den Zwiespalt des Menschen mit der Natur, Gott oder der Welt darzustellen. Einige Kontraste in den Werken jener Zeit waren:
- Diesseits und Jenseits
- Spiel und Ernst
- Schein und Sein
- Wollust und Tugend
- Erotik und Askese
- irdisches und himmlisches Leben
- „Carpe diem“ (lat. „Nutze den Tag“) und „Memento mori“ (lat. „Bedenke, dass Du sterben wirst“)

Viele dieser Widersprüche stehen im Zusammenhang mit dem damaligen Lebensmotto der Vanitas (lat. „Vergänglichkeit“), welche einen großen Einfluss auf die Werke des Barock hatten.
Schriftsteller, die Antithetik in ihren Werken aufgriffen, waren Christian Hoffmann von Hoffmannswaldau, Paul Fleming und Andreas Gryphius.